# Glaresidae
Famille
Les Glaresidae forment une famille de coléoptères d'environ 55 espèces. Elle appartient à la super-famille des Scarabaeoidea (scarabées). 

## Description
Les espèces appartenant à cette famille mesurent entre 2,5 et 6 millimètres de long.

## Taxinomie
Cette famille ne comprend qu'un seul genre encore en vie actuellement :
- Glaresis Erichson, 1848